# Renan Barão
Renan do Nascimento Mota Pegado, meglio conosciuto come Renan Barão (Natal, 27 febbraio 1987), è un lottatore di arti marziali miste brasiliano.
Combatte nella categoria dei pesi gallo per l'organizzazione UFC, nella quale è stato campione di categoria prima ad interim e poi indiscusso dal 2012 al 2014.
Dopo la sconfitta all'esordio come professionista Renan Barão mise a registro una striscia di imbattibilità che durò per 33 incontri consecutivi fino al maggio 2014, quando non riuscì a difendere il titolo contro T.J. Dillashaw: al tempo tale record di imbattibilità era il terzo che si ricordi dopo le strisce di 40 incontri di Travis Fulton e di 37 di Ihor Vovčančyn.
Nel 2010 venne segnalato da Sherdog.com come il miglior giovane in prospettiva del Brasile.
È compagno di team di José Aldo, Diego Nunes, Eduardo Dantas, Marlon Sandro e Cláudia Gadelha nella Nova União di Rio de Janeiro.

## Carriera nelle arti marziali miste

### Inizi
Renan Barão ha passato i primi cinque anni di carriera da professionista in patria lottando per diverse organizzazioni come la franchigia brasiliana della nipponica Shooto e Jungle Fight, la più prestigiosa lega di arti marziali miste del paese sudamericano.
Dopo la sconfitta all'esordio contro Joao Paulo Rodrigues de Souza (14 aprile 2005) Renan Barão scrive sicuramente una pagina importante nella storia delle MMA brasiliane vincendo un incontro dopo l'altro, arrivando nel 2010 ad esibire un record personale di 23-1 (1).

### World Extreme Cagefighting
Con un ottimo curriculum Renan Barão entra nella federazione statunitense WEC.
L'esordio è datato 20 giugno 2010, ed è una vittoria per sottomissione contro Anthony Leone.
Nel secondo incontro sottomette per strangolamento l'ex Strikeforce Chris Cariaso.

### Ultimate Fighting Championship
Nel 2011 l'UFC, lega che al tempo raccoglieva i migliori lottatori di ogni categoria di peso, rilevò la WEC e fuse i roster delle due organizzazioni, mettendo quindi sotto contratto Renan Barão.
Renan Barão avrebbe dovuto affrontare Demetrious Johnson ma questo andò a sostituire l'infortunato Brad Pickett nel match contro Miguel Torres, di conseguenza a Barão venne opposto l'ex campione dei pesi piuma WEC Cole Escovedo: Barão si impose ai punti bagnando il suo esordio con una vittoria su un top fighter.
Successivamente sconfisse per sottomissione anche Brad Pickett, ex campione della britannica UCMMA.
S'impose anche su Scott Jorgensen, all'unanime uno dei primi 10 pesi gallo del mondo, sebbene l'incontro terminò ai punti e mancò di colpi di scena; con la vittoria su Jorgensen Barão portò la propria striscia di risultati utili consecutivi a 29 incontri, superando quella del leggendario Fedor Emelianenko.

#### Campione dei Pesi Gallo UFC
Nel luglio 2012 Barão avrebbe dovuto affrontare Ivan Menjivar, lottatore che vantava un record UFC di 3-0, e l'incontro avrebbe fatto parte dell'evento UFC 148: Silva vs. Sonnen II che prevedeva, oltre alla sfida per il titolo dei pesi medi tra Anderson Silva e Chael Sonnen, anche l'incontro per la cintura dei pesi gallo tra il campione in carica Dominick Cruz e l'eterno rivale Urijah Faber: a causa di un infortunio capitato al campione l'UFC scelse proprio Barão per affrontare Faber in un incontro valido per la nuova cintura dei pesi gallo ad interim; successivamente l'incontro venne spostato all'evento UFC 149.
Nell'incontro per il titolo ad interim Barão fa valere il miglior allungo e la sua grande tecnica nei calci per dominare Faber in almeno quattro round su cinque, in quanto i giudici a fine gara diedero una vittoria unanime al brasiliano con i punteggi di 49-46, 50-45 e 49-46.
A causa del lungo infortunio del campione Dominick Cruz Barão si vede costretto a difendere il titolo ad interim nel febbraio 2013 contro il numero 2 del ranking ufficiale UFC dei pesi gallo Michael McDonald, giovanissimo e completo lottatore di MMA dotato di un buon colpo da KO: Barão patisce un po' nel primo round ma successivamente fa valere la migliore lotta ed il miglior grappling e durante il quarto round porta a terra l'avversario e lo sottomette con uno strangolamento.
In giugno avrebbe dovuto difendere nuovamente la cintura contro Eddie Wineland in Canada, ma un infortunio al piede impose il posticipo dell'incontro titolato che si tenne in settembre: Barão riuscì nella seconda difesa del titolo contro un pericoloso kickboxer come Wineland mettendo KO l'avversario con uno spettacolare calcio girato che gli valse anche il riconoscimento Knockout of the Night.
Il 1º febbraio 2014 avrebbe finalmente dovuto affrontare il campione ufficiale Dominick Cruz nel match di unificazione delle due cinture, ma Cruz s'infortunò nuovamente e di conseguenza Barão venne promosso a campione indiscusso e la sua prima difesa del titolo fu il rematch contro Urijah Faber: questa volta Barão riuscì a chiudere il match nel primo round prima stendendo lo statunitense con una serie di colpi e poi imponendo lo stop per mezzo di un efficace ground and pound, difendendo così per la prima volta il titolo di campione indiscusso.

#### Perdita del titolo e nuova chance
In maggio accettò di lottare nel main event dell'evento UFC 173 in quanto la sfida per il titolo dei pesi medi tra Chris Weidman e Lyoto Machida venne posticipata: l'avversario doveva essere il connazionale Raphael Assunção, ma quest'ultimo era infortunato e allora venne scelto il numero 5 dei ranking T.J. Dillashaw: a sorpresa Barão subì un clamoroso upset venendo dominato per tutto l'incontro dallo sfavorito rivale e finendo KO durante l'ultima ripresa; finì così la sua striscia di imbattibilità che durava da 33 incontri consecutivi, al tempo la terza più lunga di sempre.
In agosto avrebbe dovuto affrontare nuovamente T.J. Dillashaw in un rematch valido per la cintura, ma Barão ebbe problemi con il taglio del peso e dovette dare forfeit venendo sostituito da Joe Soto.
Tornò a lottare in dicembre sconfiggendo il contendente numero 14 Mitch Gagnon per sottomissione alla terza ripresa in un evento tenutosi in Brasile, il primo che vide Barão lottare nel suo paese natale; la vittoria gli valse il premio Performance of the Night.
In aprile doveva affrontare in un rematch valido per il titolo dei pesi gallo UFC il campione in carica TJ Dillashaw. Tuttavia, il 24 marzo, Dillashaw dovette rinunciare all'incontro a causa della rottura di una costola in allenamento e l'incontro fu posticipato a luglio dello stesso anno. Barão venne sconfitto ancora una volta per KO tecnico all'inizio della quarta ripresa.

#### Ritorno ai pesi piuma
Barao affrontò Jeremy Stephens il 29 maggio del 2016, in un incontro valido per la categoria dei pesi piuma. Dopo un match molto combattuto durato ben 3 round, Barao venne sconfitto per decisione unanime. Entrambi i lottatori vennero premiato con il riconoscimento Fight of the Night.
A settembre affrontò e sconfisse Phillipe Nover per decisione unanime all'evento UFC Fight Night: Cyborg vs. Lansberg.

## Risultati nelle arti marziali miste
| Risultato  | Record   | Avversario                    | Metodo                               | Evento                                 | Data              | Round | Tempo | Città                   | Note                                                                            |
| ---------- | -------- | ----------------------------- | ------------------------------------ | -------------------------------------- | ----------------- | ----- | ----- | ----------------------- | ------------------------------------------------------------------------------- |
| Sconfitta  | 34-9 (1) | Douglas Silva de Andrade      | Decisione (unanime)                  | UFC Fight Night: Błachowicz vs. Jacaré | 16 novembre 2019  | 3     | 5:00  | São Paulo, Brasile      | Ritorna ai Pesi piuma. dopo il rilascio dall'UFC                                |
| Sconfitta  | 34-8 (1) | Luke Sanders                  | KO (pugni)                           | UFC on ESPN: Ngannou vs. Velasquez     | 17 febbraio 2019  | 2     | 1:01  | Arizona, Stati Uniti    | Barão ha mancato il peso(138 lbs) .                                             |
| Sconfitta  | 34-7 (1) | Andre Ewell                   | Decisione (split)                    | UFC Fight Night: Santos vs. Anders     | 22 settembre 2018 | 3     | 5:00  | São Paulo, Brasile      | Barão ha mancato il peso(141.75 lbs).                                           |
| Sconfitta  | 34-6 (1) | Brian Kelleher                | Decisione (unanime)                  | UFC on Fox: Emmett vs. Stephens        | 24 febbraio 2018  | 3     | 5:00  | Orlando, Stati Uniti    | Ritorna ai Pesi Gallo                                                           |
| Sconfitta  | 34-5 (1) | Aljamain Sterling             | Decisione (unanime)                  | UFC 214: Cormier vs. Jones 2           | 29 luglio 2017    | 3     | 5:00  | Anaheim, Stati Uniti    | Incontro catchweight (140 lbs)                                                  |
| Vittoria   | 34-4 (1) | Phillipe Nover                | Decisione (unanime)                  | UFC Fight Night: Cyborg vs. Lansberg   | 24 settembre 2016 | 3     | 5:00  | Brasilia, Brasile       |                                                                                 |
| Sconfitta  | 33-4 (1) | Jeremy Stephens               | Decisione (unanime)                  | UFC Fight Night: Almeida vs. Garbrandt | 29 maggio 2016    | 3     | 5:00  | Las Vegas, Stati Uniti  | Ritorna ai Pesi Piuma Fight of the Night                                        |
| Sconfitta  | 33-3 (1) | T.J. Dillashaw                | KO Tecnico (pugni)                   | UFC on Fox: Dillashaw vs. Barão 2      | 25 luglio 2015    | 4     | 0:35  | Chicago, Stati Uniti    | Per il titolo dei Pesi Gallo UFC                                                |
| Vittoria   | 33-2 (1) | Mitch Gagnon                  | Sottomissione (triangolo di braccio) | UFC Fight Night: Machida vs. Dollaway  | 20 dicembre 2014  | 3     | 3:53  | Barueri, Brasile        | Performance of the Night                                                        |
| Sconfitta  | 32-2 (1) | T.J. Dillashaw                | KO Tecnico (pugni)                   | UFC 173: Barao vs. Dillashaw           | 24 maggio 2014    | 5     | 2:22  | Las Vegas, Stati Uniti  | Perde il titolo dei Pesi Gallo UFC                                              |
| Vittoria   | 32-1 (1) | Urijah Faber                  | KO Tecnico (pugni)                   | UFC 169: Barao vs. Faber II            | 1º febbraio 2014  | 1     | 3:42  | Newark, Stati Uniti     | Difende il titolo dei Pesi Gallo UFC                                            |
| Vittoria   | 31-1 (1) | Eddie Wineland                | KO Tecnico (calcio girato e pugni)   | UFC 165: Jones vs. Gustafsson          | 21 settembre 2013 | 2     | 0:35  | Toronto, Canada         | Difende il titolo dei Pesi Gallo UFC ad Interim, promosso a campione indiscusso |
| Vittoria   | 30-1 (1) | Michael McDonald              | Sottomissione (triangolo di braccio) | UFC on Fuel TV: Barão vs. McDonald     | 16 febbraio 2013  | 4     | 3:57  | Londra, Regno Unito     | Difende il titolo dei Pesi Gallo UFC ad Interim                                 |
| Vittoria   | 29-1 (1) | Urijah Faber                  | Decisione (unanime)                  | UFC 149: Faber vs. Barão               | 21 luglio 2012    | 5     | 5:00  | Calgary, Canada         | Vince il titolo dei Pesi Gallo UFC ad Interim                                   |
| Vittoria   | 28-1 (1) | Scott Jorgensen               | Decisione (unanime)                  | UFC 143: Diaz vs. Condit               | 4 febbraio 2012   | 3     | 5:00  | Las Vegas, Stati Uniti  |                                                                                 |
| Vittoria   | 27–1 (1) | Brad Pickett                  | Sottomissione (rear naked choke)     | UFC 138: Leben vs. Muñoz               | 5 novembre 2011   | 1     | 4:09  | Birmingham, Regno Unito |                                                                                 |
| Vittoria   | 26–1 (1) | Cole Escovedo                 | Decisione (unanime)                  | UFC 130: Rampage vs. Hamill            | 28 maggio 2011    | 3     | 5:00  | Las Vegas, Stati Uniti  | Debutto in UFC                                                                  |
| Vittoria   | 25–1 (1) | Chris Cariaso                 | Sottomissione (rear naked choke)     | WEC 53: Henderson vs. Pettis           | 16 dicembre 2010  | 1     | 3:47  | Glendale, Stati Uniti   | Passa ai Pesi Gallo                                                             |
| Vittoria   | 24–1 (1) | Anthony Leone                 | Sottomissione (armbar)               | WEC 49: Varner vs. Shalorus            | 20 giugno 2010    | 3     | 2:29  | Edmonton, Canada        | Debutto in WEC                                                                  |
| Vittoria   | 23–1 (1) | Sergio Silva Rodrigues        | Decisione (unanime)                  | Jungle Fight 17: Vila Velha            | 27 febbraio 2010  | 3     | 5:00  | Vila Velha, Brasile     |                                                                                 |
| Vittoria   | 22–1 (1) | Jorge Enciso                  | Sottomissione (rear naked choke)     | Platinum Fight Brazil 2                | 5 dicembre 2009   | 1     | 3:42  | Rio de Janeiro, Brasile |                                                                                 |
| Vittoria   | 21–1 (1) | Marcio Nunes                  | Sottomissione (kimura)               | Eagle Fighting Championship            | 26 settembre 2009 | 1     | 2:45  | San Paolo, Brasile      |                                                                                 |
| Vittoria   | 20–1 (1) | Paulo Dantas                  | Decisione (unanime)                  | Shooto: Brazil 13                      | 27 agosto 2009    | 3     | 5:00  | Fortaleza, Brasile      |                                                                                 |
| Vittoria   | 19–1 (1) | Jurandir Sardinha             | KO (pugni)                           | Platinum Fight Brazil                  | 13 agosto 2009    | 2     | 0:21  | Natal, Brasile          |                                                                                 |
| Vittoria   | 18–1 (1) | Andre Luiz                    | Sottomissione (triangolo)            | Watch Out Combat Show 3                | 19 marzo 2009     | 3     | 1:38  | Rio de Janeiro, Brasile |                                                                                 |
| Vittoria   | 17–1 (1) | Alexandre Pinheiro            | KO Tecnico (infortunio al braccio)   | Shooto: Brazil 9                       | 29 novembre 2008  | 3     | 0:58  | Fortaleza, Brasile      |                                                                                 |
| Vittoria   | 16–1 (1) | Rogerio Silva de Souza        | Sottomissione (rear naked choke)     | Watch Out Combat Show 2                | 25 settembre 2008 | 2     | 3:21  | Rio de Janeiro, Brasile |                                                                                 |
| Vittoria   | 15–1 (1) | William Porfirio              | KO (ginocchiata)                     | Watch Out Combat Show 2                | 25 settembre 2008 | 1     | 2:25  | Rio de Janeiro, Brasile |                                                                                 |
| Vittoria   | 14–1 (1) | Fabiano Lucas                 | Decisione (unanime)                  | Shooto: Brazil 8                       | 30 agosto 2008    | 3     | 5:00  | Rio de Janeiro, Brasile |                                                                                 |
| Vittoria   | 13–1 (1) | Jetron Azevedo                | Sottomissione (armbar)               | Leal Combat: Premium                   | 5 giugno 2008     | 1     | 4:56  | Natal, Brasile          |                                                                                 |
| Vittoria   | 12–1 (1) | Ronaldo Figueiredo Lima Jr.   | Decisione (unanime)                  | Natal Cage Vale Tudo                   | 23 maggio 2008    | 3     | 5:00  | Natal, Brasile          |                                                                                 |
| Vittoria   | 11–1 (1) | William Vianna                | Decisione (unanime)                  | Shooto: Brazil 6                       | 19 aprile 2008    | 3     | 5:00  | Rio de Janeiro, Brasile |                                                                                 |
| No Contest | 10–1 (1) | Claudemir Souza               | No Contest (calcio illegale)         | Black Bull Vale Tudo                   | 12 dicembre 2007  | 1     | 5:00  | Recife, Brasile         |                                                                                 |
| Vittoria   | 10–1     | Danilo Noronha                | Sottomissione (rear naked choke)     | Shooto: Brazil 4                       | 27 ottobre 2007   | 1     | 0:33  | Rio de Janeiro, Brasile |                                                                                 |
| Vittoria   | 9–1      | Erinaldo Rodriguez            | Sottomissione (ankle lock)           | Shooto Brazil 3: The Evolution         | 7 luglio 2007     | 1     | -     | Rio de Janeiro, Brasile |                                                                                 |
| Vittoria   | 8–1      | Carlos Heide                  | Sottomissione (triangolo)            | CM: Garra Fight                        | 25 aprile 2007    | 1     | -     | Natal, Brasile          |                                                                                 |
| Vittoria   | 7–1      | Janailson Kevin Pereira Lima  | Decisione (non unanime)              | CM: Garra Fight                        | 25 aprile 2007    | 3     | 5:00  | Natal, Brasile          |                                                                                 |
| Vittoria   | 6–1      | Rony Jason                    | Decisione (unanime)                  | Cage Fight Nordeste                    | 9 novembre 2006   | 3     | 5:00  | Natal, Brasile          |                                                                                 |
| Vittoria   | 5–1      | Caio Robson Silva             | KO (pugni)                           | Nordest Combat Championship            | 6 settembre 2006  | 1     | 2:45  | Natal, Brasile          |                                                                                 |
| Vittoria   | 4–1      | Gleison Menezes               | Sottomissione (kneebar)              | Rino's FC 2                            | 8 giugno 2006     | 1     | -     | Recife, Brasile         |                                                                                 |
| Vittoria   | 3–1      | Dande                         | KO (pugno)                           | Fight Ship Looking Boy 2               | 22 novembre 2005  | 1     | -     | Natal, Brasile          |                                                                                 |
| Vittoria   | 2–1      | Anistavio Medeiros            | Sottomissione (rear naked choke)     | Mossoro Fight                          | 26 agosto 2005    | 2     | 3:41  | Mossoró, Brasile        |                                                                                 |
| Vittoria   | 1–1      | Melk Freitas                  | KO Tecnico (pugni)                   | Tremons Fight                          | 13 maggio 2005    | 3     | 1:41  | João Câmara, Brasile    |                                                                                 |
| Sconfitta  | 0–1      | Joao Paulo Rodrigues de Souza | Decisione (non unanime)              | Heat FC 3: Metamorphis                 | 14 aprile 2005    | 3     | 5:00  | Natal, Brasile          |                                                                                 |